# August Strindberg
Johan August Strindberg (sinh ngày 22 tháng 1 năm 1849 - mất ngày 14 tháng 5 năm 1912) là một nhà viết kịch, tiểu thuyết gia, nhà thơ, nhà viết tiểu luận và họa sĩ người Thụy Điển. Là một nhà văn viết nhiều và là người thường xuyên trực tiếp khắc họa trải nghiệm cá nhân, sự nghiệp sáng tác của Strindberg của kéo dài trong 4 thập kỷ, trong thời gian đó ông đã viết trên 60 vở kịch và hơn 30 tác phẩm tiểu thuyết tự truyện, lịch sử, phân tích văn hóa và chính trị. Strindberg sáng tác theo hai phong cách chủ nghĩa tự nhiên và chủ nghĩa biểu hiện. Mặc dù nổi tiếng với cuốn tiểu thuyết Căn phòng màu đỏ (Röda rummet, 1879), nhưng Strindberg được thế giới biết đến nhiều hơn với vai trò là nhà soạn kịch. Ông được xem là một trong những nhà cách tân sân khấu hiện đại tiêu biểu của châu Âu và thường được so sánh với Henrik Ibsen. Ông được coi là "cha đẻ" của văn học Thụy Điển hiện đại và Căn phòng màu đỏ (1879) của ông đã thường xuyên được mô tả như là cuốn tiểu thuyết đầu tiên Thụy Điển hiện đại.
Ở Thụy Điển, Strindberg biết đến ông là một nhà văn và nhà viết kịch, nhưng trong hầu hết các quốc gia khác, ông hầu như chỉ được biết với vai trò là một nhà viết kịch.
Quyển tiểu thuyết Röda rummet (Căn phòng màu đỏ) năm 1879 đã mở đường thành công cho Strindberg. Sau đó ông viết một loạt các tác phẩm nhỏ và hướng về sân khấu. Với Fadren (Cha) năm 1887 và Fröken Julie (Người con gái tên Julie) năm 1888 ông đã đạt đến giới bạn đọc quốc tế, cũng như là với các tác phẩm sau đó: Ett drömspel (Cuộc chơi trong mơ - 1902) và Spöksonate (Bản sonat ma quỷ - 1907).

## Tiểu sử

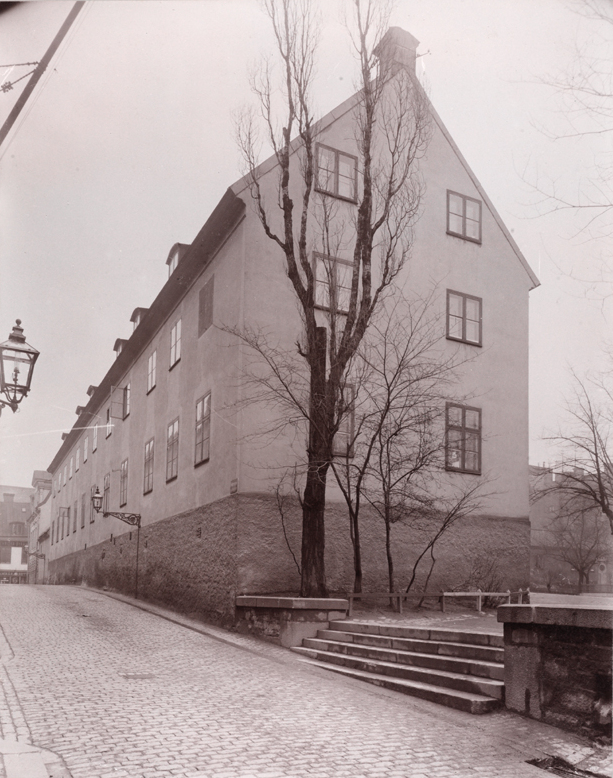
Trường học ở Klara, Stockholm, nơi August Strindberg trải qua và bị ám ảnh trong suốt thời kỳ trưởng thành của mình.

Strindberg sinh ra vào ngày 22 tháng 1 năm 1849 tại Stockholm, Thụy Điển, cậu là người con trai còn sống sót thứ ba của Carl Oscar Strindberg (một nhân viên đại lý tàu biển) và Ulrika Eleonora Norling (người hầu phục vụ). Trong cuốn tiểu thuyết tự truyện của ông Con trai một người đầy tớ, Strindberg mô tả một tuổi thơ bị ảnh hưởng bởi "sự bất an về tình cảm, sự nghèo đói, sự cuồng tín tôn giáo, và sự bỏ bê". Khi lên 7 tuổi, Strindberg chuyển đến Norrtullsgatan ở ngoại vi phía bắc, gần như là một khu vực ngoại vi nông thôn của thành phố. Một năm sau gia đình di chuyển gần Sabbatsberg, nơi họ ở trong ba năm trước khi trở về Norrtullsgatan. Cậu theo học một trường khắc nghiệt ở Klara trong bốn năm, một trải nghiệm mà ám ảnh anh trong suốt thời kỳ trưởng thành của mình. Anh được đưa tới trường tại Jakob vào năm 1860, anh đã cảm thấy dễ chịu hơn rất nhiều, mặc dù anh vẫn có chỉ học ở đó có một năm. Trong mùa thu năm 1861, anh được chuyển đến Stockholm Lyceum, một trường tư tiến bộ tin dành cho các nam sinh thuộc tầng lớp trung lưu, nơi anh theo học trong sáu năm. Lúc còn là một đứa trẻ, anh đã đam mê khoa học tự nhiên, nhiếp ảnh, và tôn giáo (theo Pietism của mẹ mình. Mẹ ông, Strindberg sau này nhớ lại với niềm cay đắng, luôn luôn bực bội với trí thông minh của cậu con trai bà. Khi anh lên tuổi mười ba, bà mẹ đã qua đời. Mặc dù đau buồn của ông kéo dài chỉ có ba tháng, trong cuộc sống sau này, ông đã cảm thấy một cảm giác mất mát và khao khát cho một hình ảnh bà mẹ được lý tưởng hóa. Ít hơn một năm sau cái chết của mẹ, cha anh đã tục huyền với nữ gia sư của các con ông, Emilia Charlotta Pettersson. Theo các chị em của mình, Strindberg đã coi họ là kẻ thù tồi tệ nhất của mình. Anh đã thi đỗ kỳ thi tốt nghiệp của mình tháng 5 năm 1867 và theo học tại trường Đại học Uppsala, nơi ông bắt đầu vào ngày 13 tháng 9.

## Tác phẩm
Các tác phẩm chính của ông gồm: Căn buồng màu đỏ (Röda rummet, tiểu thuyết, 1879); Những cuộc hôn nhân (Giftas, tiểu thuyết, 1884); Người cha (Fadren, kịch, 1887); Con trai người hầu nữ: Lịch sử phát triển tâm hồn, 1849-1867 (Tjensteqvinnans Son: En Själs Utvecklingshistoria, 1849-1867); Trò chơi chiêm bao (Ett drömspel, 1902); Con đường lớn (Stora landsvägen, 1910)